# Phygadeuon bavaricus
Phygadeuon bavaricus là một loài tò vò trong họ Ichneumonidae.